# Мужун Си
Мужун Си (кит. 慕容熙, пиньинь Mùróng Xī, 385—407), взрослое имя Даовэнь (道文) — сяньбийский вождь, император государства Поздняя Янь с посмертным именем Чжаовэнь-хуанди (昭文皇帝).

## Биография
Сын Мужун Чуя — основателя государства Поздняя Янь. В 393 году получил титул «Хэцзяньский гун».
После того, как в 396 году умер Мужун Чуй и на престол взошёл Мужун Бао, Поздняя Янь подверглась нападению со стороны государства Северная Вэй. В 397 году Мужун Бао решил оставить осаждённую вэйскими войсками столицу Чжуншань, и перебраться в прежнюю столицу Ранней Янь — Лунчэн, где в итоге оказался и малолетний Мужун Си.
В 398 году взбунтовался генерал Дуань Сугу, свергший Мужун Бао и поддержавший Мужун Чуна (сына Мужун Луна — старшего брата Мужун Бао). Так как Мужун Си был другом Мужун Чуна, то бунтовщики его пощадили, хотя многие другие представители императорской фамилии были убиты. Дуань Сугу был позднее убит Лань Ханем, который потом заманил в ловушку и организовал казнь Мужун Бао. Лань Хань дал Мужун Си титул «Ляодунского гуна» (遼東公) и возложил на него обязанность принесения жертв предкам в храмах рода Мужун. В конце 398 года сын покойного Мужун Бао Мужун Шэн устроил переворот, убил Лань Ханя и сел на престол сам. Мужун Шэн сделал Мужун Си одним из своих основных генералов, и в 400 году тот внёс решающий вклад в победу над Когурё.
Во время правления Мужун Шэна Мужун Си вошёл в связь с его матерью — вдовствующей императрицей Дин. После того, как в 401 году Мужун Шэн был убит во время попытки дворцового переворота, придворные хотели возвести на трон его младшего брата Мужун Юаня, так как полагали, что официальный наследник Мужун Дин ещё слишком молод. Однако вдовствующая императрица Дин дала понять, что хотела бы видеть на престоле Мужун Си, и придворные не посмели перечить её воле: Мужун Си формально предложил трон Мужун Юаню, тот не захотел принять предложение, и Мужун Си вступил на престол сам; он использовал титул не «император», а «небесный князь».
Взойдя на престол, Мужун Си принялся за устранение угроз своему правлению, и одной из первых жертв стал Мужун Юань, которому всего через несколько дней было велено совершить самоубийство. Месяц спустя был раскрыт заговор, имевший целью возведения на престол Мужун Дина, и Мужун Си приказал совершить самоубийство и ему.
В 402 году Мужун Си взял в наложницы двух дочерей покойного придворного Фу Мо — Фу Сунъэ и Фу Сюньин. После этого он охладел к вдовствующей императрице Дин, которая была этим разъярена, и устроила заговор против него. Заговор был раскрыт, участники — казнены, а вдовствующей императрице Дин было велено совершить самоубийство (однако похоронена она была с императорскими почестями). В том же году Мужун Си развернул огромное строительство дворцов, потребовавшее больших ресурсов страны; в качестве бесплатной рабочей силы использовались солдаты, многие из которых умирали во время работ из-за плохих условий труда.
Осенью 404 года наложница Фу Сунъэ заболела и скончалась. После её смерти Мужун Си стал ещё больше влюблён в Фу Сюньин, которая очень любила охоту и большие путешествия. Придворным приходилось ездить за императорской четой по всей стране, и выполнять прихоти молодой императрицы. Так, весной 405 году яньские силы в присутствии императора атаковали один из когурёских городов, и когда они уже почти ворвались в город — им было приказано остановиться и расширить ворота, чтобы императрица могла въехать туда с императором в повозке; пока они занимались этим — когурёсцы пришли в себя и отбили штурм. В начале 406 года Мужун Си решил неожиданно напасть на киданей, но обнаружив, что те очень сильны, решил отказаться от нападения; однако императрица Фу захотела посмотреть битву, и Мужун Си предпринял кавалерийский набег на Когурё, который был отбит. В этой битве был ранен стрелой Мужун Юнь, который воспользовался этим предлогом, чтобы уйти в отставку и остаться дома.
Летом 407 года императрица Фу скончалась. Мужун Си приказал соорудить для неё огромную гробницу, а затем отправился туда с траурной процессией. Воспользовавшись его отъездом генерал Фэн Ба поднял в Лунчэне восстание, взял штурмом дворец, закрыл городские ворота и провозгласил новым небесным князем Мужун Юня, который согласился возглавить восставших. Мужун Си вернулся к Лунчэну, и приготовился атаковать город, но затем вдруг запаниковал и ударился в бега. Его генерал Мужун Ба попытался всё-таки взять Лунчэн, и поначалу ему даже сопутствовал успех, однако когда стало известно о бегстве Мужун Си, то наступление остановилось, и Мужун Ба был убит солдатами Фэн Ба. Мужун Си был пойман в лесу в гражданской одежде и доставлен к Мужун Юню. Мужун Юнь лично зачитал ему список его преступлений, после чего Мужун Си и его сыновья были обезглавлены.